# Kommunar (Leningrad)
Kommunar (russisch Коммуна́р) ist eine Stadt in der nordwestrussischen Oblast Leningrad. Sie hat 25.706 Einwohner (Stand 1. Januar 2024).

## Geografie
Die Stadt liegt etwa 30 km südlich der Oblasthauptstadt Sankt Petersburg am linken Ufer der Ischora, eines linken Nebenflusses der Newa.
Kommunar gehört zum Rajon Gattschina.

## Geschichte

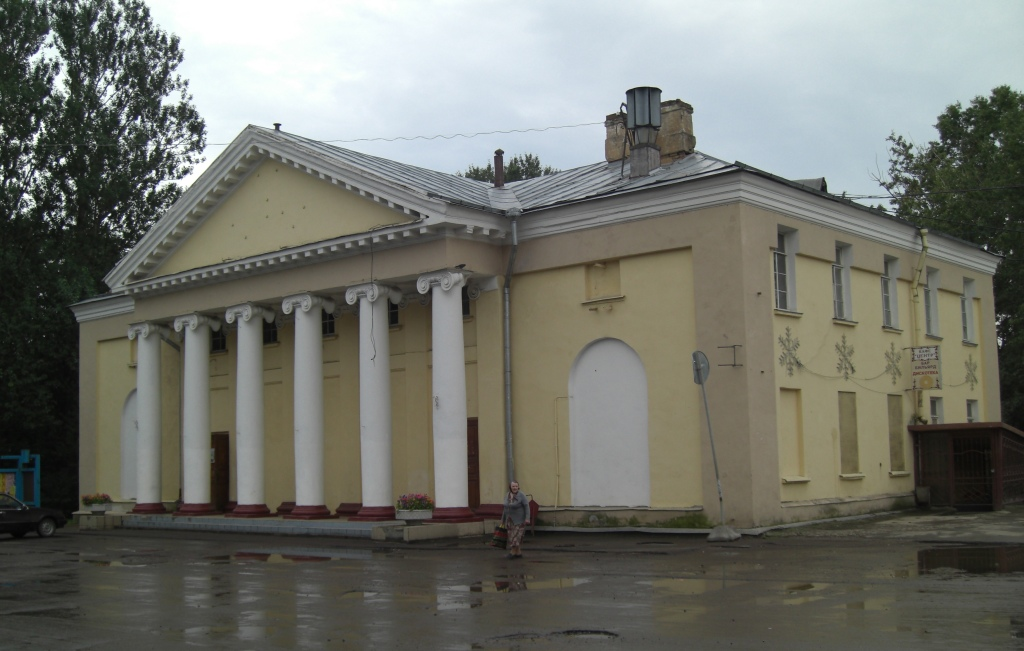
Kulturhaus in Kommunar

Der Ort wurde Anfang der 1840er Jahre am Flüsschen Slawjanka als Gutshof gegründet, welcher den Mittelpunkt der weitläufigen Besitzungen der Gräfin Julia Samoilowa darstellte. Entsprechend wurde er als Grafskaja Slawjanka bezeichnet. Nach der Übersiedlung der Gräfin ins Ausland 1846 kaufte die Zarenfamilie den Hof, der daraufhin in Zarskaja Slawjanka umbenannt wurde.
Ende des 19. Jahrhunderts entstand in der Nähe eine Papierfabrik der Firma Rogers und Peiffer; die zugehörige Arbeitersiedlung hieß einfach Siedlung bei der Rogers-und-Peiffer-Fabrik (Possjolok pri fabrike Rodschersa i Peiffera).
Nach der Oktoberrevolution erfolgte 1918 die Umbenennung von Fabrik und Siedlung in Kommunar (russisch für Kommunarde, Mitglied der Pariser Kommune).
1953 wurde der Status einer Siedlung städtischen Typs und 1993 das Stadtrecht verliehen.
Im Stadtteil Antropschino (westlich der Bahnstation) bestand das Kriegsgefangenenlager 219 für deutsche Kriegsgefangene des Zweiten Weltkriegs.

### Bevölkerungsentwicklung
| Jahr | Einwohner |
| ---- | --------- |
| 1959 | 5.298     |
| 1970 | 6.854     |
| 1979 | 8.507     |
| 1989 | 17.791    |
| 2002 | 17.164    |
| 2010 | 20.211    |

Anmerkung: Volkszählungsdaten

## Wirtschaft und Infrastruktur
In Kommunar gibt es eine Papierfabrik, daneben Baumaterialienwirtschaft.
Die Stadt liegt an der 1904 eröffneten Eisenbahnstrecke Sankt Petersburg–Dno–Newel–Wizebsk (Streckenkilometer 33; Station Antropschino).
Durch Kommunar führt die Regionalstraße Puschkin–Pawlowsk–Gattschina.